# Enric Gensana
Enrique Gensana (Lérida, España, 3 de junio de 1936 - 29 de septiembre de 2005) fue un futbolista español que desarrolló la mayor parte de su carrera en el FC Barcelona, jugando principalmente en la posición de defensa central.

## Biografía
Nacido en el barrio ilerdense de Pardinyes en 1936, dio sus primeros pasos como jugador en el UE Lleida; en 2.ª División donde coincidió con Gonzalvo III, Basora y Moreno; pero rápidamente fue observado e incorporado a las filas del FC Barcelona en el año 1956. En el club catalán permanecerá hasta el año 1964. Durante los 8 años va a marcar un total de 27 goles en los 278 partidos vistiendo la zamarra blaugrana.
Gensana, jugó de forma indistinta tanto de medio volante como defensa central, puestos en los que alcanzó la titularidad indiscutible durante las 8 temporadas que estuvo en el equipo culé. La clave de su juego estaba en su gran físico y entrega. Su juego aéreo era muy bueno, utilizado tanto en defensa como en ataque, donde se incorporaba con facilidad desde la línea defensiva. Sólo una importante lesión de menisco le obligló a retirarse del fútbol de gran nivel. Junto con Joan Segarra formó un tándem defensivo mítico.
Sin duda, dos lesiones van a marcar su carrera. La primera en 1962, que le impidió defender la elástica nacional en el mundial de Chile y otra en 1963 que fue la que precipitó su retirada. Sus últimos partidos los disputó cedido en Osasuna y más tarde en el Condal. A pesar de no ir al mundial de Chile, tuvo una destacada actuación con la camiseta roja, con la que disputó 10 partidos y marcó 2 goles; cifra nada despreciable teniendo en cuenta su posición en el campo.
Gensana formó parte de una de las épocas más gloriosas del FC Barcelona, consiguiendo 2 ligas, 3 copas y dos copas de feria, dispputando además la nefasta e inolvidable final del Wankdorfstadion de Berna (31 de mayo de 1961), donde el FC Barcelona estrelló 4 balones en el palo y se metió un gol en propia puerta, perdiendo la final de la Copa de Europa ante el Benfica de Lisboa.
Tras su desvinculación como jugador del Barça, Gensana estuvo vinculado a la Fundación de Veteranos del club azulgrana y participaba en actos relacionados con las peñas barcelonistas.

## Equipos
- UE Lleida 1955-1956
- FC Barcelona 1956-1957 a 1963-1964
- Osasuna 1964-1965
- Club Deportivo Condal 1965-1966

## Títulos
- Torneos nacionales (5):
  - Liga española de fútbol (2): 1958-59, 1959-60
  - Copas de España (3): 1956-57, 1958-59, 1962-63
- Torneos internacionales (3):
  - Copas de Ferias (2): 1955-58 1958-60
  - Pequeña copas del mundo de clubs (1): 1957 (Amistoso No oficial)

## Reconocimientos
- Nombrado mejor defensa de la Copas de Europa de 1959-60 y 1960-61
- Mejor jugador de pequeña copa del mundo de clubs de 1957.